# Ecuación de Nernst

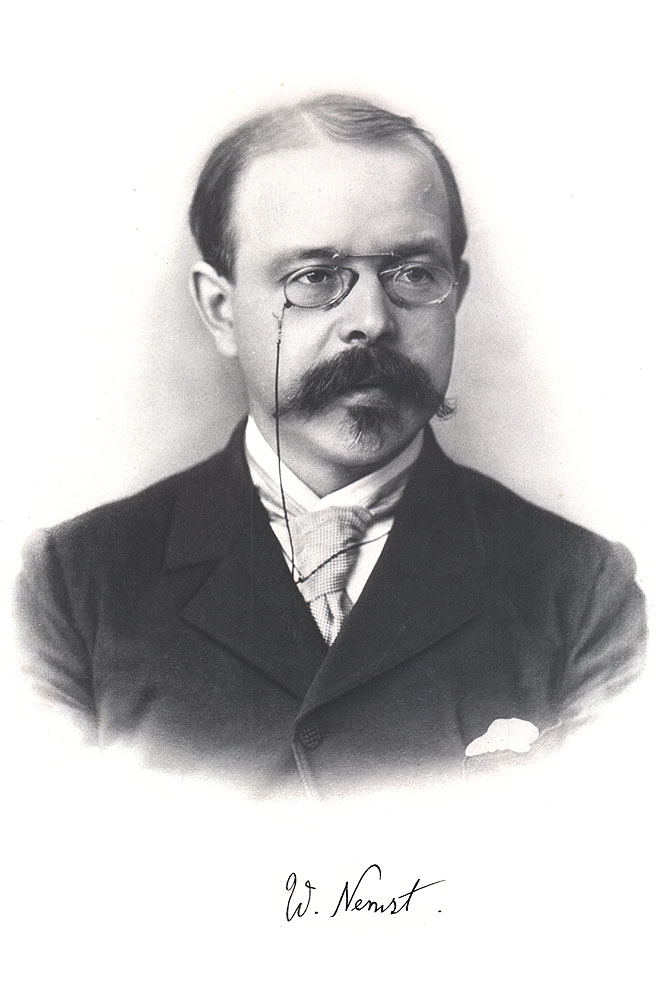
Walther Nernst Görbitz, físico y químico alemán artífice de la ecuación de Nernst, de quien recibe el nombre

La ecuación de Nernst se utiliza para calcular el potencial de reducción de un electrodo fuera de las condiciones estándar (concentración 1 M, presión de 1 atm, temperatura de 298 K o 25 °C). Se llama así en honor al científico alemán Walther Nernst, que fue quien la formuló en 1889.

## Ecuación
{\displaystyle E=E^{\circ }-{\frac {RT}{nF}}\ln(Q)}

siendo:
- {\displaystyle E} el potencial corregido del electrodo.
- {\displaystyle E^{\circ }} el potencial en condiciones estándar (los potenciales se encuentran tabulados para diferentes reacciones de reducción).
- {\displaystyle R} la Constante de los gases ideales en Joules sobre Kelvin por mol.
- {\displaystyle T} la temperatura absoluta (escala Kelvin).
- {\displaystyle n} la cantidad de mol de electrones que participan en la reacción.
- {\displaystyle F} la constante de Faraday (aproximadamente 96500 C/mol).
- {\displaystyle Q} el cociente de reacción correspondiente.

Así para la reacción: {\displaystyle a\mathrm {A} +b\mathrm {B} \rightarrow c\mathrm {C} +d\mathrm {D} }, la expresión de {\displaystyle Q} es:

{\displaystyle Q={\frac {\displaystyle \prod _{j}a_{j}^{n_{j}}}{\displaystyle \prod _{i}a_{i}^{n_{i}}}}={\frac {\mathrm {[C]} ^{c}\mathrm {[D]} ^{d}}{\mathrm {[A]} ^{a}\mathrm {[B]} ^{b}}}}

Donde:
- {\displaystyle a_{j}} y {\displaystyle a_{i}} es la actividad de los productos y reactivos respectivamente.
- {\displaystyle n_{j}} y {\displaystyle n_{i}} es el coeficiente estequiométrico de los productos y reactivos respectivamente.

En la aproximación de la expresión, {\displaystyle {\rm {[C]}}} y {\displaystyle {\rm {[D]}}} son las presiones parciales y/o concentraciones molares en caso de gases o de iones disueltos, respectivamente, de los productos de la reacción; {\displaystyle {\rm {[A]}}} y {\displaystyle {\rm {[B]}}} ídem para los reactivos. Los exponentes son la cantidad de moles de cada sustancia implicada en la reacción (coeficientes estequiométricos). A las sustancias en estado sólido se les asigna concentración unitaria, por lo que no aparecen en {\displaystyle Q}.
En realidad, los potenciales de las células electroquímicas están relacionados con las actividades de los reactivos y los productos de la reacción, que a su vez están relacionadas con las respectivas concentraciones molares. No obstante, con frecuencia se hace la aproximación de que las actividades son iguales a las concentraciones molares, pero es conveniente tener en cuenta que esto es una aproximación y que como tal, puede conducir a resultados erróneos.
Para una reacción genérica:

{\displaystyle a\mathrm {A} +b\mathrm {B} \leftrightarrows c\mathrm {C} +d\mathrm {D} }

La constante de equilibrio para esta reacción viene dada por:

{\displaystyle K={\frac {(a_{\rm {C}})^{c}(a_{\rm {D}})^{d}}{(a_{\rm {A}})^{a}(a_{\rm {B}})^{b}}}}

Además se define Q (cociente de reacción) como:

{\displaystyle Q={\frac {(a_{\rm {C}}^{\rm {ins}})^{c}(a_{\rm {D}}^{\rm {ins}})^{d}}{(a_{\rm {A}}^{\rm {ins}})^{a}(a_{\rm {B}}^{\rm {ins}})^{b}}}}

donde el superíndice ins indica que las actividades son instantáneas y no las actividades de equilibrio. Por tanto, {\displaystyle Q} no es una constante, sino que está cambiando de forma continua hasta que se alcanza el equilibrio y entonces {\displaystyle Q=K}.
El máximo trabajo que puede obtenerse, a presión y temperatura constantes, de una celda viene dado por la variación de energía libre, {\displaystyle \Delta {G}}

{\displaystyle \Delta {G}=RT\ln Q-RT\ln K=RT\ln {\frac {Q}{K}}}

Por otra parte, el potencial de celda se relaciona con la variación de energía libre mediante la ecuación:

{\displaystyle \Delta {G}=\ -nFE_{\rm {cel}}}

donde {\displaystyle \ F} es 96485 culombios por mol de electrones y {\displaystyle n} es el número de electrones asociados al proceso
Combinando las dos ecuaciones anteriores se obtiene:

{\displaystyle E_{\rm {cel}}=-{\frac {RT}{nF}}\ln {\frac {(a_{\rm {C}}^{\rm {ins}})^{c}(a_{\rm {D}}^{\rm {ins}})^{d}}{(a_{\rm {A}}^{\rm {ins}})^{a}(a_{\rm {B}}^{\rm {ins}})^{b}}}+{\frac {RT}{nF}}\ln K}

El término {\displaystyle {\frac {RT}{nF}}\ln K} se denomina potencial estándar de electrodo de celda, {\displaystyle E_{\rm {cel}}^{\circ }}
Por lo que, la ecuación de Nernst queda:

{\displaystyle E_{\rm {cel}}=E_{\rm {cel}}^{\circ }-{\frac {RT}{nF}}\ln {\frac {(a_{\rm {C}}^{\rm {ins}})^{c}(a_{\rm {D}}^{\rm {ins}})^{d}}{(a_{\rm {A}}^{\rm {ins}})^{a}(a_{\rm {B}}^{\rm {ins}})^{b}}}}

Como puede observarse, cuando los reactivos y productos tienen valores de actividad tales que {\displaystyle Q=1}, entonces el potencial de celda es igual al potencial estándar.
Aproximando la actividad a concentración molar y teniendo en cuenta que los valores de concentración son instantáneos se obtiene la expresión:

{\displaystyle E_{\rm {cel}}=E_{\rm {cel}}^{\circ }-{\frac {RT}{nF}}\ln {\frac {\mathrm {[C]} ^{c}\mathrm {[D} ]^{d}}{\mathrm {[A]} ^{a}\mathrm {[B]} ^{b}}}}

## Aplicación a pilas
La fuerza electromotriz de una pila se calcula con la siguiente expresión:

{\displaystyle \Delta E={E_{Red}}_{catodo}-{E_{Red}}_{anodo}}

Ambos potenciales de reducción se calculan con la ecuación de Nernst, por lo tanto sacando factor común y operando con los logaritmos se obtiene la siguiente ecuación:

{\displaystyle \Delta E=\Delta E^{0}-{\frac {RT}{nF}}\ln(Q)}

donde {\displaystyle \Delta E} es la diferencia de potencial corregida de la pila y {\displaystyle \Delta E^{0}} la diferencia de potencial de la pila en condiciones estándar, es decir calculada con las reacciones tabuladas, sin corregir con la ecuación de Nernst para electrodos.

## Ejemplo de aplicación
En la pila de reacción

{\displaystyle {\ce {2 Al (s) + 3 Zn^{2+}-> 2 {Al}^{3+}+ 3 Zn (s)}}}

se intercambian 6 moles de electrones, por lo tanto:
{\displaystyle n=6{\rm {\ mol\ e^{-}}}}
 y 
{\displaystyle Q={\rm {\frac {[Al^{3+}]^{2}}{[Zn^{2+}]^{3}}}}}
Donde [ ] denota concentración.
Si sólo se busca el potencial corregido del cátodo (reducción) entonces:

{\displaystyle Q={\rm {\frac {1}{[Zn^{2+}]^{3}}}}}

debido a que la reacción de reducción tiene como producto Zn sólido, al cual se le asigna concentración unitaria.

## Simplificación por temperatura estándar
Teniendo en cuenta los valores de las constantes universales {\displaystyle R} y {\displaystyle F} en la ecuación de Nernst, el factor 2,302 para el cambio de logaritmo neperiano a logaritmo decimal y sabiendo que a temperatura estándar de 25 °C, la temperatura absoluta es T = 298,15 K la ecuación se reduce a:

{\displaystyle E=E_{0}-{\frac {0,05916}{n}}\log _{10}(Q)}

{\displaystyle \Delta E=\Delta E^{\rm {o}}-{\frac {0,05916}{n}}\log _{10}(Q)}

Estas versiones simplificadas son las más utilizadas para electrodos y pilas a temperatura ambiente puesto que el error que se produce por diferencias entre la temperatura real y la expresada en la ecuación es despreciable.

## Unidades
La unidad del potencial de reducción se expresa en voltios (V).
Las concentraciones no incluyen las unidades, por lo que el argumento del logaritmo es adimensional.
- Datos: Q751124